# Tamsulosin
Tamsulosin (INN) je α1a-selektivni alfa blokator koji se koristi u lečenju benignog uvećanja prostate (BPH). Tamsulosin je razvila kompanija Yamanouchi Pharmaceuticals (koja je sad deo Astellas Pharma), i u prodaji je od strane više kompanija pod licencom. Tamsulosin hidrohlorid kapsule sa produženim oslobađanjem su u prodaji pod imenima Flomaks, Flomakstra, Contiflo XL, i Urimaks, mada su generičke kapsule sa nepromenjenim trajanjem oslobađanja još uvek odobrene u mnogim zemljama. FDA je odobrila generički flomaks marta 2010.

## Mehanizam
Tamsulosin je selektivni antagonist α1 receptor koji preferentno deluje na α1A receptor prostate umesto α1B receptora krvnih sudova.

## Spoljašnje veze
- Tamsulosin
- Etiketa leka
- (zvanični sajt)